# Pseudophilautus reticulatus
Pseudophilautus reticulatus és una espècie de granota de Sri Lanka. Va ser descrit per K. Manamendra-Arachchi i Rohan Pethiyagoda el 2004. l'espècie inclou inclou totes les observacions de Philautus papillosus, considerat com un sinònim des de 2021.

## Hàbitat
És una espècia arbòria i s'associa amb la planta superior dels hàbitats forestals de capçada tancada. Ocasionalment se'n van observar a arbustos alts i al sòl del bosc. Propablement baixen dels arbres per a reproduir-se. Els individus criden des del dosser del bosc (10-20 m sobre el terra), fins i tot durant el dia. La cria té lloc sense metamorfosi i no depèn de l'aigua.

## Distribució
És endèmica de les parts central i sud-oest de Sri Lanka a elevacions de 30-1.270 m. Té una extensió d'ocurrència (EOO) de 7.646 km².
Segons la Llista Vermella de la UICN és classificat com vulnerable per la pèrdua d'hàbitat natural.